# Petrorhagia saxifraga
Petrorhagia saxifraga là loài thực vật có hoa thuộc họ Cẩm chướng. Loài này được (L.) Link miêu tả khoa học đầu tiên năm 1831.